# Aurora (Minnesota)
Aurora – miasto w Stanach Zjednoczonych, w stanie Minnesota, w hrabstwie St. Louis.